# Драган Домазет
Драган Домазет (Ниш, 5. јул 1947) српски је универзитетски професор и политичар. Био је министар науке, технологије и развоја у Владама Зорана Ђинђића и Зорана Живковића.

## Биографија
Рођен је у Нишу 5. јула 1947. године. Завршио је основну школу Учитељ Таса и гимназију Стеван Сремац, математички смер, 1966. године. Дипломирао је на Машинском одсеку Техничког факултета у Нишу 1971. године, смер производња. У периоду 1968. до 1971. године, био је главни уредник стручног часописа студената Универзитета у Нишу Научни Подмладак. Магистрирао је 1976. године, а и докторирао 1981. године на Машинском факултету у Нишу, из области анализе и оптимизација носећих структура преса методом коначних елемената и методама нелинеарног програмирања.
Био је запослен на Машинском факултету у Нишу од 1971. године, када је изабран за асистента исте године. За доцента је изабран 1981. године, потом за ванредног професора 1987. године и редовног професора 1991. године. Предавао је предмете из области производног машинства. Обављао је и дужност директора Рачунског центра факултета од његовог оснивања 1983. године до 1990. године. Постдокторско усавршавање обавио је на Универзитету Илиноис, Сједињене Америчке Државе. По повратку у земљу, основао је Лабораторију за интелигентне производне система на Машинском факултету у Нишу и био њен руководилац до 1994. године. Од 1994. до 2001. предавао је на магистарским студијама у Сингапуру, где се бавио истраживачко-развојним активностима и консултантским пословима у сингапурској индустрији, а у области примене ИТ у пројектовању производа и у производним системима.
По завршетку службовања као Министар за науку и технологију, 2004. године, враћа се професорском позиву на Машинском факултету у Нишу, где је радио као редовни професор и шеф Катедре за производно машинство. Јуна 2005. године, основао је Универзитет Метрополитан у Београду, чији је и председник.

## Политика
Био је потпредседник Општинског одбора Демократске странке у Нишу (1990), председник Градског одбора ДС у Нишу (1991—1992), Потпредседник Демократске странке (1992—93), посланик у Већу грађана Савезне скупштине (1992—94). Такође је био председник Ресорног одбора за науку, технологију и универзитет ДС-а и члан Главног одбора Демократске странке. Од 2001. до 2004. године био је министар за науку, технологију и развој у Влади Србије. За члана Политичког савета Демократске странке изабран је на седници Председништва ДС одржаној 7. децембра 2012. године. Септембра 2020. године је искључен из Демократске странке.

## Дела и научно-истраживачки рад
Објавио је 111 радова у часописима и зборницима конференција у земљи и иностранству. Био је руководилац у више научно-истраживачких и истраживачко-развојних пројеката. У периоду од 1971. до 1985. године бавио се статичком и динамичком анализом и оптимизацијом носећих структура преса применом метода коначних елемената и метода оптимизације, као и анализом и синтезом механизама специјалних преса применом програма који се развио. У периоду од 1985. до 1994. године, бавио се рачунарском графиком и развојем интегрисаних CAD/CAM/CAE система, као и експертним системима у области пројектовања технолошких процеса. У периоду од 1994. до 2001. године радио је у областима симултаног пројектовања, развојем инжењерских про-активних објектно-оријентисаних база података за подршку инжењерске колаборације преко Интернета, као и реинжињерингом пословних процеса и софтверским системима за управљање токовима рада. Од 2004. године се бави интерактивним и колаборационим системима за учење и за подршку тимског рада инжењера.

## Признања
Добитник је Повеље Машинског факултета у Нишу (1982), Повеље Универзитета у Нишу (1986) за допринос раду ових институција и Фулбрајтове стипендије. Дописни је члан Академије Инжењерских Наука Србије (АИНС) од 2004. године.